# Archivo General de Indias

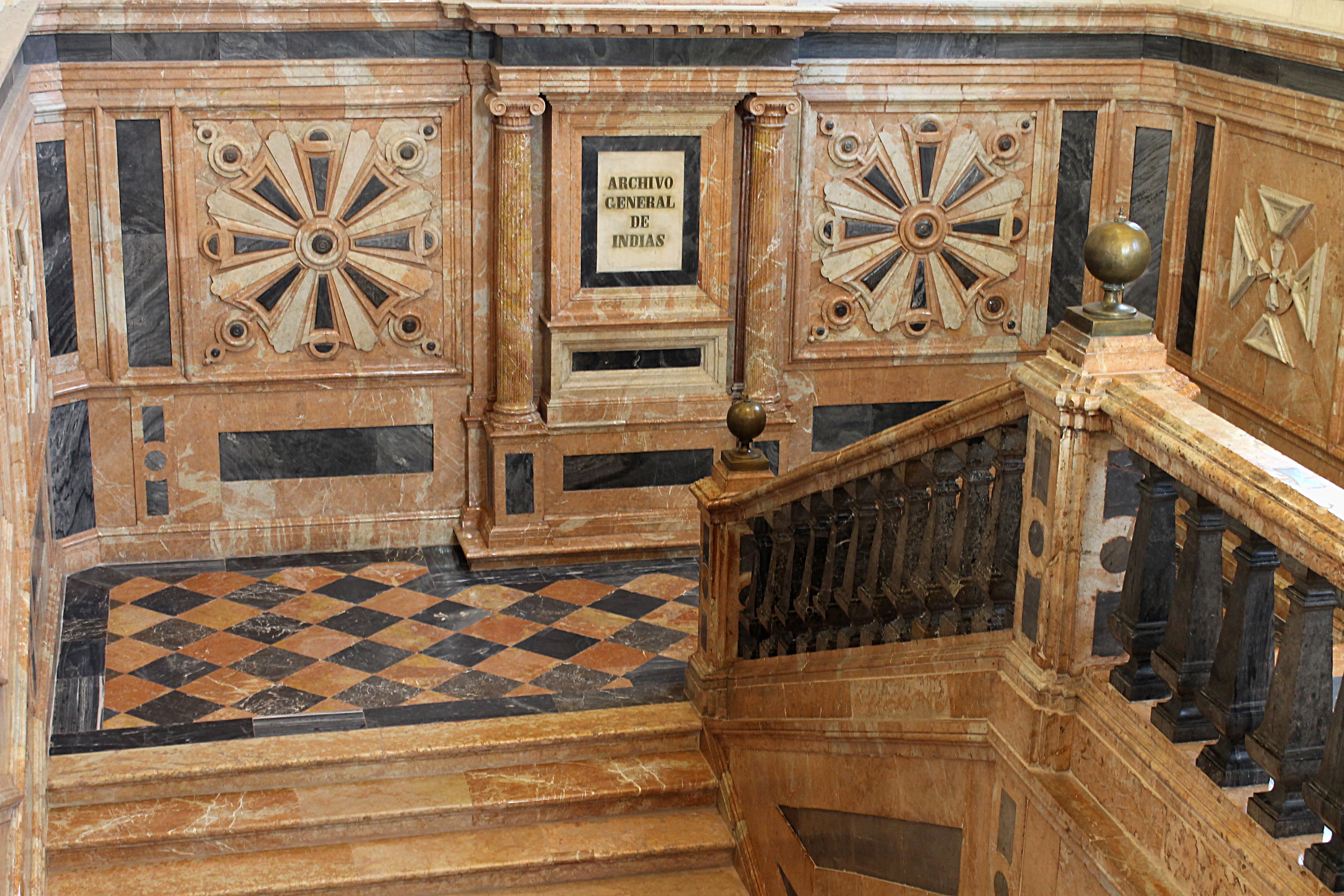
Treppenaufgang

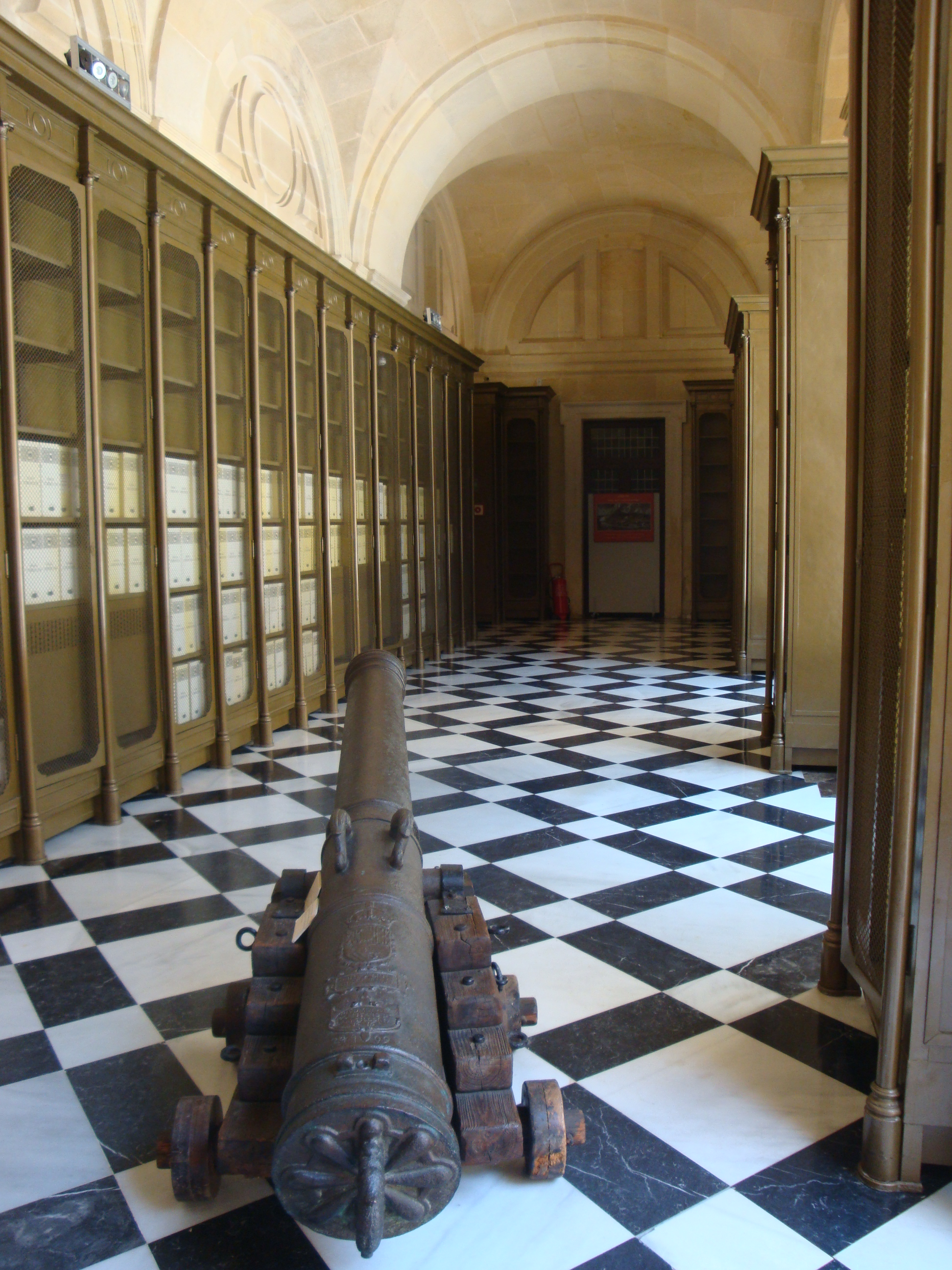
Gang des Archivs

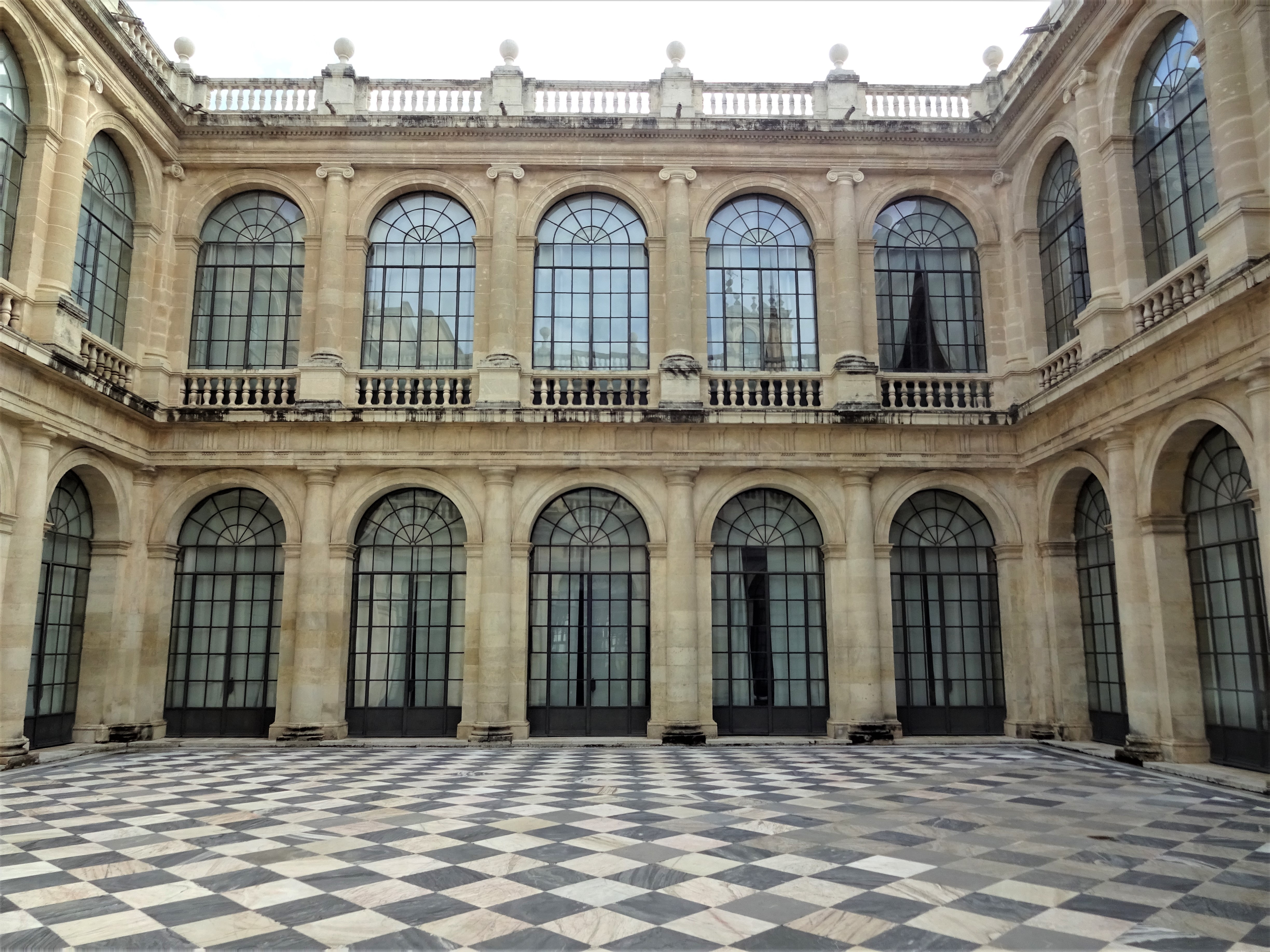
Innenhof des Archivs

Das Archivo General de Indias (deutsch kurz „Indienarchiv“) ist ein Zentralarchiv des spanischen Staates, das Dokumente mit Bezug zum spanischen Kolonialreich (also Spanisch-Amerika und die Philippinen) sammelt. Es ist seit 1785 in dem von Juan de Herrera entworfenen Gebäude der ehemaligen Börse von Sevilla – der Casa Lonja de Mercaderes – untergebracht und gilt als das umfassendste und bedeutendste Archiv für die spanische Kolonialzeit. Im Jahr 1987 wurden sowohl das Gebäude selbst als auch der Archivbestand von der UNESCO zum Weltkulturerbe erklärt.

## Gründung des Archivs
Das Archivo General de Indias wurde im Jahre 1785 auf königlichen Erlass von Karl III. hin gegründet, der verfügte, dass das Archiv des Indienrates (Consejo de Indias) nunmehr im zweigeschossigen Gebäude der auf Anordnung Philipps II. in den Jahren 1584 bis 1598 im Renaissance-Stil errichteten Börse von Sevilla, der Casa Lonja de Mercaderes, unterzubringen sei. Das Gebäude hatte ab 1660 Bartolomé Esteban Murillo als Kunstakademie gedient. Den Anstoß für diese Gründung des Archivs gab der damalige Minister für die spanischen Kolonien, José de Gálvez y Gallardo, der mit der Projektdurchführung wiederum Juan Bautista Muñoz beauftragte, einen Historiker, der als bedeutendster spanischer Kosmograph des spanischen Kolonialreichs seiner Zeit galt. Ziel des Unterfangens war es, alle Dokumente, die einen Bezug zu den spanischen Kolonien aufwiesen, unter einem Dach zu versammeln – diese waren bis dahin auf mehrere Archive verteilt gewesen, in erster Linie denen von Simancas, Cádiz und Sevilla. Dabei spielten sowohl der Platzmangel in den bestehenden Archiven eine Rolle als auch die Hoffnung, auf diese Weise – ganz im Geist der Aufklärung – eine Aufarbeitung der spanischen Kolonialgeschichte anzustoßen.

## Bestand
Als Datum für die Archivierung wurde das Jahr 1760 festgesetzt, d. h. alle Dokumente, die nach 1760 entstanden, verblieben in ihren ursprünglichen Einrichtungen. Die ersten Dokumente wurden im Oktober 1785 aus dem Archiv von Simancas in das neu gegründete Zentralarchiv in Sevilla überführt.
Im Archivo General de Indias wurden u. a. die Bestände folgender Institutionen aufgenommen:
- Consejo de Indias, Dokumente aus dem 16.–19. Jahrhundert
- Casa de Contratación, Dokumente aus dem 16.–18. Jahrhundert
- Consulados de Sevilla y Cádiz, Dokumente aus dem 16.–19. Jahrhundert
- Secretarías de Estado y Despacho Universal de Indias, de Estado, Gracia y Justicia, Hacienda y Guerra, Dokumente aus dem 18.–19. Jahrhundert
- Secretaría del Juzgado de Arribadas de Cádiz, Dokumente aus dem 18.–19. Jahrhundert
- Comisaría Interventora de la Hacienda Pública de Cádiz, Dirección General de la Renta de Correos, Dokumente aus dem 18.–19. Jahrhundert
- Sala de Ultramar del Tribunal de Cuentas, Dokumente aus dem 19. Jahrhundert
- Real Compañía de la Habana, Dokumente aus dem 18.–19. Jahrhundert

Das Archiv versammelt zahllose Dokumente zu allen Aspekten des spanischen Kolonialreiches, aus der Zeit der ersten Konquistadoren bis zum 19. Jahrhundert. Hier werden äußerst kostbare Originaldokumente aufbewahrt, wie z. B. die päpstlichen Bulle Inter caetera von Papst Alexander VI., die die Welt zwischen Kastilien und Portugal aufteilte, oder die von Bartolomé de Las Casas angefertigte Kopie des Bordbuchs des Christoph Kolumbus.
Ebenfalls zum Bestand gehört eine Sammlung des indigenen Sprachvokabulars aus der Neuen Welt, welche ins Spanische übersetzt wurde. Diese Sammlung wurde im Jahr 2015 von der UNESCO zum Weltdokumentenerbe erklärt.

## Heute
Insgesamt umfasst der Bestand rund 43.000 Aktenbündel zu je durchschnittlich 1.000 meist beidseitig handbeschriebenen Blättern, die sich auf 80 Millionen Seiten und 9 Regalkilometer erstrecken. Weiter zählt das Archiv rund 7.000 alte Karten. Das Archiv steht allen Personen offen, die ein legitimes Forschungsinteresse nachweisen können und im Besitz eines gültigen Benutzerausweises sind. Die Arbeitsräume der Forscher und Archivare sind mittlerweile aus der Casa Lonja ausgelagert und in einem nahen Gebäude untergebracht.
In den Jahren 2002 bis 2004 wurde das Gebäude einer umfangreichen Sanierung und Restaurierung unterzogen. Im Jahr 2005 wurde ein Digitalisierungsprojekt ins Leben gerufen, das sich zum Ziel gesetzt hat, den Bestand des Archivs im Internet verfügbar zu machen.